# Згоша
Згоша (словен. Zgoša) је насељено место у општини Радовљица, Горењска регија, Словенија.

## Историја
До територијалне реорганизације у Словенији била је у саставу старе општине Радовљица.

## Становништво
У попису становништва из 2011. године, Згоша је имала 372 становника.
| Број становника према пописима | Број становника према пописима | Број становника према пописима |
| ------------------------------ | ------------------------------ | ------------------------------ |
| 1991                           | 2002                           | 2011                           |
| 359                            | 313                            | 372                            |

Напомена: Године 2016. извршена је мања размена територија између насеља Бегуње на Горењскем и Згоша.